# فوخد

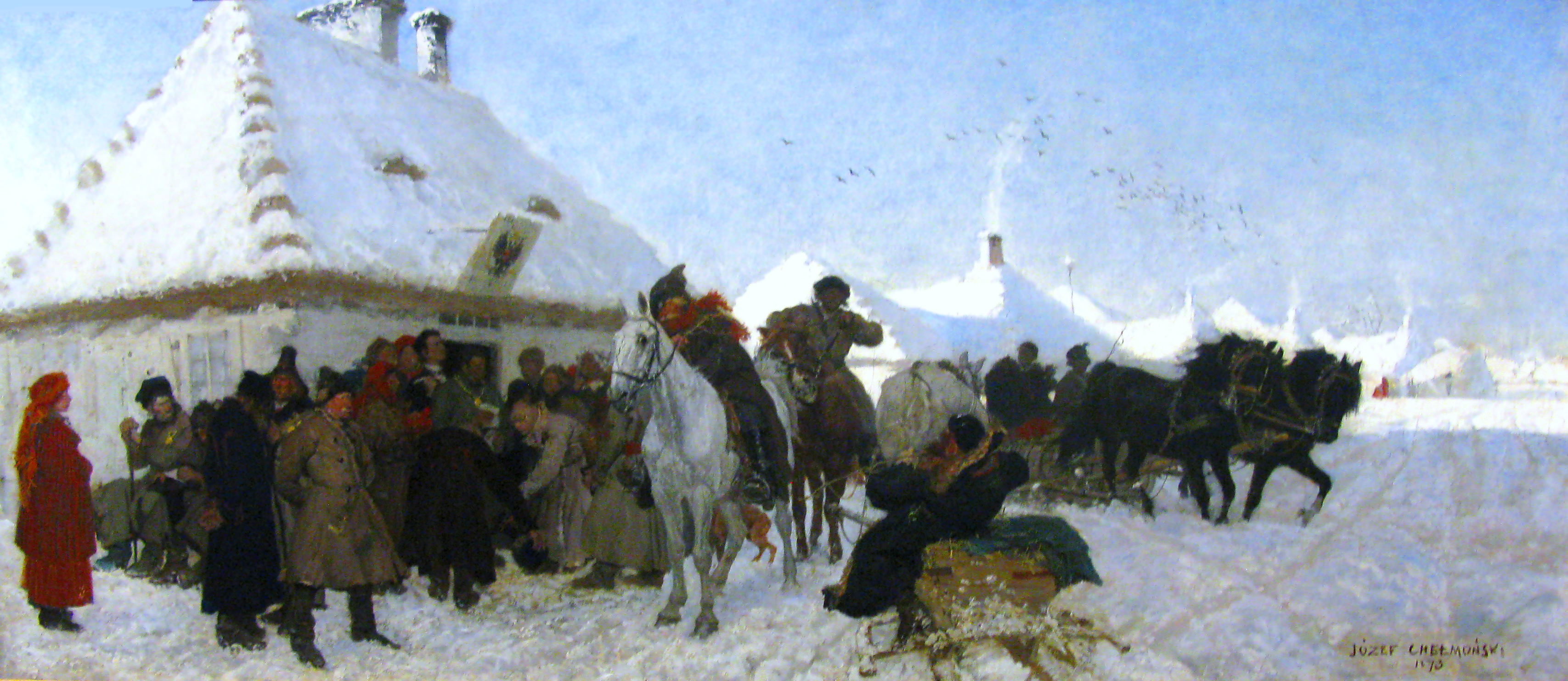
محاكمة أمام الفوخد بريشة Józef Chełmoński (1873)، المتحف الوطني في وارشو في وارسو

فوخد أو فوخت (تُلفظ بالألمانية: [ foːkt])، من الألمانية القديمة، أيضاً Voigt أو Fauth)، والجمع Vögte، لغة هولندية (أرض)voogd، لغة نرويجية fogd، لغة سويدية fogde، لغة دنماركية foged، (بالبولندية: wójt)‏، لغة فنلندية vouti، لغة رومانية voit); وفي نهاية المطاف لغة لاتينية [ad]vocatus أو المحامي، في الإمبراطورية الرومانية المقدسة كان لقب لقاضي محامي، وهو المدير الكبير (ومعظمهم من الطبقة النبيلة) وهو يمارس الوصاية أو الحماية العسكرية وكذلك العدالة الدنيوية( Blutgericht ) على منطقة معينة.